# Pro Tools
Pro Tools ([pro.tulz]) est une station audionumérique (en anglais : digital audio workstation, alias DAW) développée et fabriquée par Avid Technology.  Il se retrouve dans des domaines tels que l'enregistrement et le mixage audio, la postproduction audio film et télévision, le montage son, le mixage, la création et l'illustration sonore, la création et la composition musicale.

## Histoire
Entre 1984 et 1985, Peter Gotcher et Evan Brooks créent DigiDrums, un processeur pour le Drumulator E-mu, initialement conçu pour modifier les sons pour le clavier E-MU Emulator d'échantillonnage. Gotcher et Brooks discutent avec E-MU Systems la possibilité d'intégrer leur logiciel Sound Tools dans le clavier Emulator III sorti en 1987. Lorsqu'E-MU refuse leur offre, ils créent Digidesign, la première version de Pro Tools (quatre pistes) sort en 1991.
Un des premiers albums à avoir été enregistré, édité et mixé entièrement sur Pro Tools est Summer in Paradise des Beach Boys en 1992.

## Caractéristiques
Pro Tools a d'abord été un produit de la société américaine Digidesign (en). Cette dernière est devenue une filiale du groupe Avid Technology, qui l'a finalement absorbée en 2010.

### Utilisation
Pro Tools est une famille de logiciels proposant à la fois un outil professionnel utilisant des cartes DSP et différentes interfaces hardware, et des versions allégées accessibles au grand public, telles que Mbox (les calculs sont alors faits en interne par le processeur (CPU) de l'ordinateur).

### Surfaces de contrôle
Pro Tools utilisait initialement le protocole HUI MIDI ; par la suite, un protocole propre à AVID. Le rachat d'Euphonix permet désormais à AVID d'utiliser le protocole Ethernet EUCON plus puissant. Pro Tools relié à une surface de contrôle ou une console numérique compatible peut servir à la fois de lecteur des fichiers audio source, d'enregistreur du mixage ou des prémixages et d'outil de traitement sonore via des plug-ins et d'autres périphériques analogiques ou numériques ReWire ou hardware.
Les surfaces de contrôle comblent le fossé entre les consoles analogiques traditionnelles et les stations audionumériques modernes en fournissant des contrôles physiques pour le logiciel Pro Tools.

### Historique des versions
Note.
| Année | Innovation |
| ----- | --- |
| 1987  | Softsynth Mac et synthétiseur additif Atari / programme de synthèse FM. |
| 1988  | Sound Tools I - la carte accélératrice sonore originale pour Mac et Atari pour monter en stéréo. AD-In - le canal de deux cassettes audio à l'interface numérique pour le son outils. Sound Designer Universal Mac-Universal échantillon logiciel de montage.                                                             |
| 1989  | Sound Tools I. |
| 1991  | Original Pro Tools system 4 voies, ProDECK et ProEDIT software, MIDI, et automation. |
| 1994  | Pro Tools III de 16 à 48 voies. |
| 1997  | Pro Tools 24 (24-bit). |
| 1998  | Pro Tools MIX (utilisation de cartes DSP dédiées 888). |
| 1999  | Digi 001 avec Pro Tools LE (version native et allégée de Pro Tools). |
| 2002  | Pro Tools HD system (supporte 96 kHz et 192 kHz HD audio) ; Mbox et Digi 002. |
| 2003  | Pro Tools HD Accel syste (nouvelles génération de cartes DSP). |
| 2005  | Venue (Pro Tools destiné à la sonorisation) ; Mbox 2 ; Pro Tools M-Powered ; Pro Tools 7.0 (nov.), 7.1 (supporte Apple's PCIe G5) (déc.) Avid fait l'acquisition de Wizoo et annonce la création de AIR (Advanced Instrument Group) comme étant un développement stratégique.                                             |
| 2006  | Pro Tools 7.2 (août) et 7.3 (déc.) ; Pro Tools LE et HD support Intel-based Mac (mai et sept. respectivement) ; Mbox 2 Pro ; Mbox 2 Mini. |
| 2007  | '03 et 003 Rack (fév.) ; Mbox 2 Micro (oct.) ; Pro Tools 7.4 (nov.) (Elastic Audio). |
| 2008  | Pro Tools 8 (Elastic Pitch, Score Editor, MIDI Tools) ; 003 Rack +. |
| 2009  | Pro Tools Essential (nombre de pistes limité pour les débutants) ; Eleven Rack (Guitar effects processor et Pro Tools LE DSP accelerated interface). |
| 2010  | Pro Tools Mbox Mini, Pro Tools Mbox, Pro Tools Mbox Pro (troisième génération et première mise à niveau réalisée par Avid), Pro Tools HD 8.1, Instrument Expansion Pack, Pro Tools HD Series Interfaces (HD I/O, HD OMNI, HD MADI, SYNC HD et PRE) ; Pro Tools HD Native, Pro Tools 9 (indépendant du matériel) et Eucom. |
| 2011  | Pro Tools 9, permet d'utiliser le logiciel sans l'aide d'une interface Avid spécifique mais nécessite l'utilisation d'une clef USB ILok (es). |
| 2011  | Pro Tools 10, permet d'utiliser la nouvelle carte HDX et les plug-ins au nouveau format AAX.2♙2♙. |
| 2013  | Pro Tools 11 |
| 2015  | Pro Tools 12 |
| 2018  | Pro Tools 2018 |
| 2019  | Pro Tools 2019 |
| 2020  | Pro Tools 2020 |

La version Pro Tools 10, entièrement réécrite, offre la possibilité de mixer en 48 et 32 bits virgule flottante et de mélanger en 64 bits. Depuis de la sortie de Pro Tools 11, en 2013, le format RTAS est abandonné au profit du nouveau format AAX uniquement. Le logiciel peut fonctionner désormais en 64 bits.